# Calle de los Irlandeses
La calle de los Irlandeses es una vía pública de la ciudad española de Madrid, situada en el barrio de Palacio, distrito Centro.

## Descripción
La vía conecta la calle del Humilladero con la del Mediodía Chica. Se llamó antes «calle de San Gregorio», título con el que figuraba en el plano de Espinosa. Aunque con diferente nombre, se refiere a la misma iglesia, la de San Patricio. Aparece descrita en Las calles de Madrid (1889) de Hilario Peñasco de la Puente y Carlos Cambronero con las siguientes palabras:

Irlandeses. Comienza en la calle del Humilladero y termina en la del Mediodía Chica. Se llamó antes de San Gregorio, y así aparece en el plano de Espinosa. Se conservan antecedentes de construcciones particulares desde 1782. Llámase esta calle de Irlandeses, por hallarse próxima á la iglesia de San Patricio, ó de los Irlandeses. Antes se llamó de San Gregorio porque la iglesia citada dependía del Seminario de San Gregorio de Valladolid.
(Peñasco de la Puente y Cambronero, 1889, p. 266)